# Callidium violaceum
Callidium violaceum је врста инсекта из реда тврдокрилаца (Coleoptera) и породице стрижибуба. Сврстана је у потпородицу Cerambycinae.

## Распрострањеност
Врста је распрострањена на подручју Европе, Русије, Кавказа и Јужног Кавказа. У Србији се среће спорадично.

## Опис
Тело је металноплаве, зеленкасте или љубичасте боје. Базални део елитрона је без импресија и мрежастих структура. На пронотуму се налазе две или више јамица. Ноге и антене су тамнобраон или црвенкастобраон боје. Антене су средње дужине. Дужина тела је од 7 до 16 mm.

## Биологија
Животни циклус траје две године. Ларве се развијају у сувом и мртвом дрвету и гранама. Адулти су активни од маја до августа и срећу се на биљци домаћину. Као домаћини јављају се пре свега различите врсте четинара, а понекад и листопадног дрвећа (смрча, бор, јела, ариш, буква, јова и храст).

## Статус заштите
Callidium violaceum се налази на Европској црвеној листи сапроксилних тврдокрилаца.

## Синоними
- Cerambyx violaceus Linnaeus, 1758
- Callidium episcopus Voet, 1804
- Callidium ianthinum LeConte, 1850 (misspelling)
- Callidium janthinum LeConte, 1850